# Richland Township (comté de Clarion, Pennsylvanie)
Richland Township est un township, situé à l'ouest du comté de Clarion, aux États-Unis,. En 2010, il comptait une population de 494 habitants.

## Démographie
Lors du recensement de 2010, le township comptait une population de 494 habitants. Elle est également estimée, en 2018, à 461 habitants.

### Source de la traduction
- (en) Cet article est partiellement ou en totalité issu de l’article de Wikipédia en anglais intitulé « Richland Township, Clarion County, Pennsylvania » (voir la liste des auteurs).